# Spread Eagle
Spread Eagle es una banda de hard rock Estados estadounidense de Nueva York que estuvo activa de 1989 a 1995 y se reformó en 2006.

## Biografía

### Comienzos
A finales de los 80 el guitarrista Paul DiBartolo, el bajista Rob De Luca y el baterista Tommi Gallo tocaron para una banda en Boston. En 1989 DiBartolo conoció al cantante Ray West en Nueva York y quedó impresionado por su voz. Inmediatamente trajo a los otros miembros de la banda a Nueva York para formar una nueva banda con West llamada Spread Eagle.
Solo unos meses después MCA/Universal Records firmó la banda.

### Tiempo con MCA y disolución (1989-1995)
Spread Eagle escribieron la mayoría de las canciones de su álbum debut, Spread Eagle (1990), en el estudio de grabación. Los videos de Switchblade Serenade y Scratch Like a Cat fueron presentados regularmente en el Headbangers Ball de MTV. La película fue dirigida por Scott Kalvert, que también filmó el legendario concierto de Guns N' Roses en el Ritz en 1988.
La banda estuvo de gira casi ininterrumpidamente y tuvo éxitos especialmente en la Florida natal de West, donde tocaron para más de 10.000 fanes. Tommi Gallo se retiró de la banda antes de grabar el siguiente álbum, Open To The Public (1993), y fue reemplazado por músicos de estudio. Mientras tanto, Grunge dominaba la escena musical y el nuevo álbum no trajo el esperado avance internacional. En 1995, Spread Eagle se disolvió con mucha resignación.

### Nueva fundación, éxito creciente y nuevo álbum (2006-hoy)
En 2006, Rob De Luca y Ray West restablecieron a Spread Eagle y comenzaron a girar de nuevo. Al mismo tiempo, el álbum debut de Spread Eagle, recientemente mezclado y masterizado, fue reeditado por la propia compañía discográfica de la banda, Lovember Records. Rob de Luca se ha dado a conocer internacionalmente como bajista de Sebastian Bach, que actuó como telonero de Guns N' Roses durante la Gira Mundial Chinese Democracy World Tour. En 2008 De Luca también se unió al legendario grupo de rock británico UFO. Su éxito individual llevó a un mayor interés en Spread Eagle.
En 2011, una encuesta de álbumes de Guns N' Roses, Mötley Crüe y Hanoi Rocks y el álbum debut de Spread Eagle fue votado como uno de los 20 mejores álbumes de Glam metal detodos los tiempos.
Mientras tanto, Spread Eagle también actuó en Europa, más recientemente en 2017 en los festivales Hair Metal Heaven y Hard Rock Hell Sleaze.
```
Después de casi dos años de trabajo en estudio. Spread Eagle lanzó el video a 
Sound Of Speed
 de su nuevo álbum 
Subway To The Stars
, que será lanzado el 9 de agosto de 2019.
[
9
]
```

## Miembros

### Miembros actuales
- Ray West - Voz, Percusión
- Rob De Luca - Bajo,Voz
- Ziv Shalev - Guitarra[10]
- Rik De Luca - Batería[11]

### Antiguos miembros
- Paul DiBartolo - Guitarra, Voz
- Tommi Gallo - Batería

## Discografía
| Fecha | Álbum                     | Discográfica          |
| ----- | ------------------------- | --------------------- |
| 1990  | Spread Eagle              | MCA Records           |
| 1993  | Open To the Public        | MCA Records           |
| 2006  | Spread Eagle (remastered) | Lovember Records      |
| 2019  | Subway To The Stars       | Frontiers SRL Records |